# ダブー
ダブー（フランス語: Dabou）はコートジボワール南部の港町である。ラギューヌ地方の首府であり、グランド・ポーンツ州の州都である。
エブリエ潟に面する。

## 交通

### 空港
- ダブー空港